# Coppa sovietica di hockey su ghiaccio
La Coppa sovietica è stata la coppa nazionale di hockey su ghiaccio che si disputava in Unione Sovietica. È stata assegnata dal 1951 al 1989, ma senza regolarità. La prima e l'ultima edizione furono vinte dal Kryl'ja Sovetov Mosca. Tutte le coppe andarono comunque ad una squadra moscovita.

Il CSKA detiene il maggior numero di trofei vinti, 12.

## Albo d'oro
- 1989  Kryl'ja Sovetov
- 1988  CSKA Mosca
- 1979  CSKA Mosca
- 1977  CSKA Mosca
- 1976  Dinamo Mosca
- 1974  Kryl'ja Sovetov
- 1973  CSKA Mosca
- 1972  Dinamo Mosca
- 1971  Spartak Mosca
- 1970  Spartak Mosca
- 1969  CSKA Mosca
- 1968  CSKA Mosca
- 1967  CSKA Mosca
- 1966  CSKA Mosca
- 1961  CSKA Mosca
- 1956  CSKA Mosca
- 1955  CSKA Mosca
- 1954  CSKA Mosca
- 1953  Dinamo Mosca
- 1952  VVS Mosca
- 1951  Kryl'ja Sovetov

## Titoli per squadra
| Titoli | Squadra         | Anno                                                                   |
| ------ | --------------- | ---------------------------------------------------------------------- |
| 12     | CSKA Mosca      | 1954, 1955, 1956, 1961, 1966, 1967, 1968, 1969, 1973, 1977, 1979, 1988 |
| 3      | Kryl'ja Sovetov | 1951, 1974, 1989                                                       |
| 3      | Dinamo Mosca    | 1953, 1972, 1976                                                       |
| 2      | Spartak Mosca   | 1970, 1971                                                             |
| 1      | VVS Mosca       | 1952                                                                   |